# تیائو (بازیکن فوتبال، زاده ۱۹۴۸)
تیائو (پرتغالی: Tião؛ زادهٔ ۸ مارس ۱۹۴۸) با نام اصلی سباستیائو کارلوس دا سیلوا بازیکن فوتبال اهل برزیل بود.
از باشگاه‌هایی که در آن بازی کرده است می‌توان به باشگاه فوتبال کورینتیانس اشاره کرد.
وی همچنین در تیم ملی فوتبال برزیل بازی کرده است.